# Trap House
Trap House är den amerikanske rapparen Gucci Manes debutindiealbum. Sångerna "Icy" och "Go Head" släpptes som singlar. En ren version av Trap House släpptes med åtta sånger mindre.

## Låtlista
1. "Intro" – 0:38
2. "Trap House" – 4:19
3. "That's All" – 4:38
4. "Booty Shorts" – 4:20
5. "Icy" (feat. Young Jeezy och Boo) – 4:43
6. "Two Thangs" – 4:18
7. "Money Don't Matter" (feat. Torica) – 4:56
8. "That's My Hood" – 4:51
9. "Lawnmower Man" – 4:24
10. "Pyrex Pot" – 4:55
11. "Independent Balling Like a Major #1" – 1:04
12. "Black Tee" (feat. Bun B, Lil Scrappy, Young Jeezy, Killer Mike och Jody Breeze) – 5:10
13. "Corner Cuttin'" (feat. Khujo) – 4:38
14. "Independent Balling Like a Major #2" – 0:45
15. "Hustle" – 4:45
16. "Damn Shawty" (feat. Young Snead) – 4:11
17. "Go Head" (feat. Mac Bre-Z) – 5:04
18. "Outro" – 0:25

## Listpositioner
| Hitlista (2005)                     | Högsta position |
| ----------------------------------- | --------------- |
| US Billboard 200                    | 101             |
| US Billboard Top R&B/Hip Hop Albums | 20              |
| US Billboard Independent Albums     | 5               |
| US Billboard Heatseekers Albums     | 1               |

### Singlar
| Titel     | US Rap | US R&B |
| --------- | ------ | ------ |
| "Icy"     | 23     | 47     |
| "Go Head" | —      | 51     |